# 布卡雅河齧脂鯉
布卡雅河齧脂鯉，為輻鰭魚綱脂鯉目脂鯉亞目脂鯉科的其中一個種。分布於南美洲厄瓜多Bucaya、Tengui、Tenguel及Guayas河流域，體長可達8.7公分，棲息在底中層水域，生活習性不明。